# Vergegenständlichung
Vergegenständlichung ist ein philosophischer Terminus und bezeichnet den Prozess, in dem etwas zu einem Gegenstand wird. Der Begriff spielt in der Dialektik, insbesondere bei Hegel und Karl Marx, eine wichtige Rolle.

## Vergegenständlichung bei Hegel und Marx
In Hegels dialektischem Dreischritt (These-Antithese-Synthese) vergegenständlicht sich der Geist im zweiten Schritt, indem er den Produkten seiner geistigen Tätigkeit in Form fertiger Gestalten gegenübertritt. Das Für-sich-Sein schafft sich ein äußeres Dasein (Entäußerung), wodurch es sich zugleich von sich selbst entzweit und entfremdet.
Karl Marx kritisiert an diesem Modell, dass es die Tätigkeit des Menschen rein abstrakt als Tätigkeit des Geistes fasse, nicht aber als konkrete Tätigkeit bzw. Arbeit. Im Gegensatz zu Hegels Idealismus fasst Marx in seinem Konzept eines dialektischen Materialismus die Vergegenständlichung als gesellschaftlich-historische Tätigkeit des Menschen, als „vergegenständlichte Arbeit“ auf. Dabei unterscheidet er zwischen der bloßen Vergegenständlichung der gesellschaftlichen Arbeitstätigkeit (die sowohl unausweichlich als auch positiv ist) und ihrer Entfremdung durch die kapitalistischen Produktionsverhältnisse.

## Dialogische Anthropologie
In der dialogischen Anthropologie (Kuno Lorenz) wird die Vergegenständlichung als „Semiotisierung“ gefasst.